# رافاييل ألفيس (لاعب كرة قدم)
رافاييل ألفيس هو لاعب كرة قدم برتغالي في مركز حراسة المرمى، ولد في 4 يناير 1994 في البرتغال. لعب مع نادي أونياو دا ماديرا وS.C. Braga B ‏.

## وصلات خارجية
- رافاييل ألفيس على موقع Soccerway.com (الإنجليزية)
- رافاييل ألفيس على موقع AS.com (الإسبانية)